# 1945 en Inde
Chronologie de l'Inde
- 1941
- 1942
- 1943
- 1944
- 1945
- 1946
- 1947
- 1948
- 1949

Cette page concerne les évènements survenus en 1945 en Inde  :

## Évènement
- 1er mai : Bataille d'Elephant Point
- 25 juin : Conférence de Simla (en)
- novembre : Début des procès de l'armée nationale indienne (fin en mai 1946)
- décembre : Élections législatives

## Sortie de film
- Humayun

## Littérature
- Le Professeur d'anglais (en), roman de R. K. Narayan.

## Création
- novembre : Conseil indien de l'enseignement technique (en)
- 29 novembre : Bajaj Auto

## Naissance
- George Alencherry, cardinal de l’Église catholique.
- Temsüla Ao, poétesse, nouvelliste et ethnographe.
- Uma Bardhan (en), artiste.
- Susham Bedi (en), romancière.
- Tara Bhandari (en), femme politique.
- Esther David (en), écrivaine et sculptrice.
- Vilasrao Deshmukh (en), personnalité politique.
- Bobby Kottarakkara (en), acteur.
- Jameela Malik (en), actrice.
- Erramatti Mangamma (en), femme la plus âgée au monde, ayant enfanté de jumeaux à 74 ans.
- Vinod Mehra (en), acteur.
- Debabrata Mukherjee (en), joueur de cricket.
- Indrani Mukherjee (en), actrice.
- Subrahmaniam Nagarajan (en), pathologiste.
- Gopal Prasad, mathématicien.
- Azim Premji, homme d'affaires.
- Narasimhan Ram, journaliste.
- Ibrahim Saeed (en), écrivain.
- Amba Sanyal (en), actrice.
- Sharada, actrice.
- Nilima Sheikh (en), peintre.
- Balbir Singh, joueur de hockey sur gazon.

## Décès
- Daya Singh Arif (en), poète, théologien.
- Rameshwar Banerjee (en), révolutionnaire, martyr du mouvement d'indépendance indienne.
- Subhas Chandra Bose, dirigeant indépendantiste.
- Kirpa Ram (en), militaire.
- Mohammed Abdur Rahiman (en), combattant pour la liberté.
- Ganesh Damodar Savarkar (en), nationaliste, combattant pour la liberté.